# Czcibor
Czcibor (lat. Cidebur genannt; † nach 24. Juni 972) war der Bruder des polanischen Fürsten Mieszko I. aus der später sogenannten Dynastie der Piasten. Beide waren Söhne des Siemomysław. 
Czcibor unterstützte seinen Bruder Mieszko im Kampf gegen die sächsischen Markgrafen aus der Ostmark. Er besiegte am 24. Juni 972 Hodo, Markgraf der Lausitz in der Schlacht bei Zehden und sicherte so für Polen die Eroberung und Vorherrschaft über weite Teile Pommerns.
| Personendaten    | Personendaten                          |
| ---------------- | -------------------------------------- |
| NAME             | Czcibor                                |
| ALTERNATIVNAMEN  | Cidebur                                |
| KURZBESCHREIBUNG | Sohn des polanischen Fürsten Siemomysl |
| GEBURTSDATUM     | 10. Jahrhundert                        |
| STERBEDATUM      | nach 24. Juni 972                      |